# Charosset
Charosset (em hebraico חרוסת) ou Charosses (em ídiche) é um doce da cozinha judaica que é tradicionalmente consumida na festa de Pessach. Charosset é feita de frutas secas ou/e frescas amassadas ou picadas, com vinho e com especiarias como canela e cravo.
A charosset faz parte da ceia de Pessach, o Seder, e seu gosto adocicado o torna favorito entre as crianças.
Exitem discussões sobre a origem desta tradição:
- simboliza o barro com qual os escravos israelitas construíam a cidades egípcias.
- segundo Rabi Eliezer, poderia ser ligada a lembrança da árvore da maçã. No Egito ao pé desta árvore se escondiam as mulheres judias para dar à luz os seus filhos.

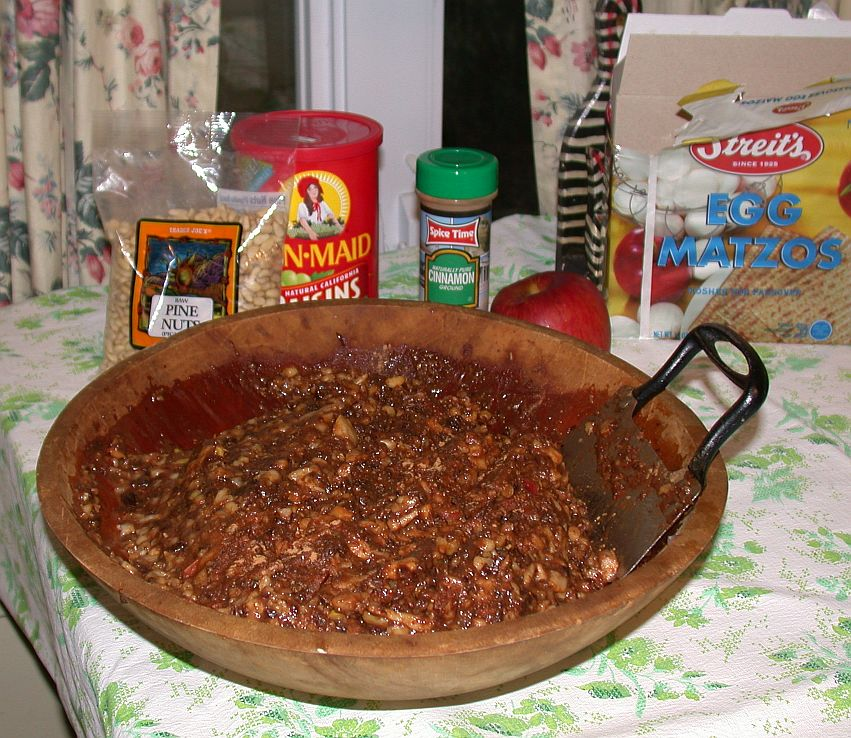
Sefardí charosset

.